# Pierre Prévost (journaliste)
Pour les articles homonymes, voir Pierre Prévost et Prévost.
Pierre Prévost  est un journaliste, biographe et essayiste français né le 31 juillet 1912 à Clichy et mort le 26 mai 2003 à Paris. Ami de Denis de Rougemont, de Maurice Blanchot et de Georges Bataille, il fut très influencé à la fin de sa vie par la pensée de René Guénon. Pierre Prévost fut également un dignitaire de la Grande Loge de France.
Ses essais portent principalement sur les œuvres de Georges Bataille et de René Guénon. Parmi les périodiques auxquels il a contribué, on peut mentionner Points de vue initiatiques. En 1946, aux côtés de Georges Bataille et Maurice Blanchot, il contribua à la création de la revue Critique, dont il fut le premier rédacteur en chef.

## Publications
- Pierre Prévost rencontre Georges Bataille, Paris, J.-M. Place, « Mémoire du temps présent », 1987.
- Georges Bataille, René Guénon. L'expérience souveraine, Paris, J.-M. Place, « Mémoire du temps présent », 1992.
- Le Mystère de Thérèse de Lisieux. Essai sur sa mission, Paris, Dervy, 2001.
- La Spiritualité et ses parodies modernes, préface de Gabaon ; avant-dire de Charles B. Jameux, Paris, Dervy, 2006.